# Lista de membros da Royal Society eleitos em 1712
Esta é uma lista de Membros da Royal Society eleitos em 1712.

## Fellows
- John Fortescue Aland (1670 - 1746)
- Giuseppe Averani (1662 - 1738)
- Johann Bernoulli (1667 - 1748)
- Patrick Blair (fl. 1708 - 1728)
- Richard Bradley (1688 - 1732)
- Thomas Bower (fl. 1703 - 1723)
- Rinaldo Duliolo (m. 1743)
- John Freind (1675 - 1728)
- Pietro Grimani (1677 - 1752)
- Robert Harley (1661 - 1724)
- George Hay (1689 - 1758)
- James Keill (1673 - 1719)
- John Kemp (1665 - 1717)
- Richard Myddleton Massey (ca. 1678 - 1743)
- Samuel Molyneux (1689 - 1728)
- Peter Le Neve (1662 - 1729)
- Thomas Parker (1666 - 1732)
- Thomas Pellet (1671 - 1744)
- Thomas Rawlinson (1681 - 1725)
- Richard Richardson (1663 - 1741)
- Thomas Sprat (1679 - 1720)
- Brook Taylor (1685 - 1731)
- William Tempest (1682 - 1761)